# Estabilidad de taludes

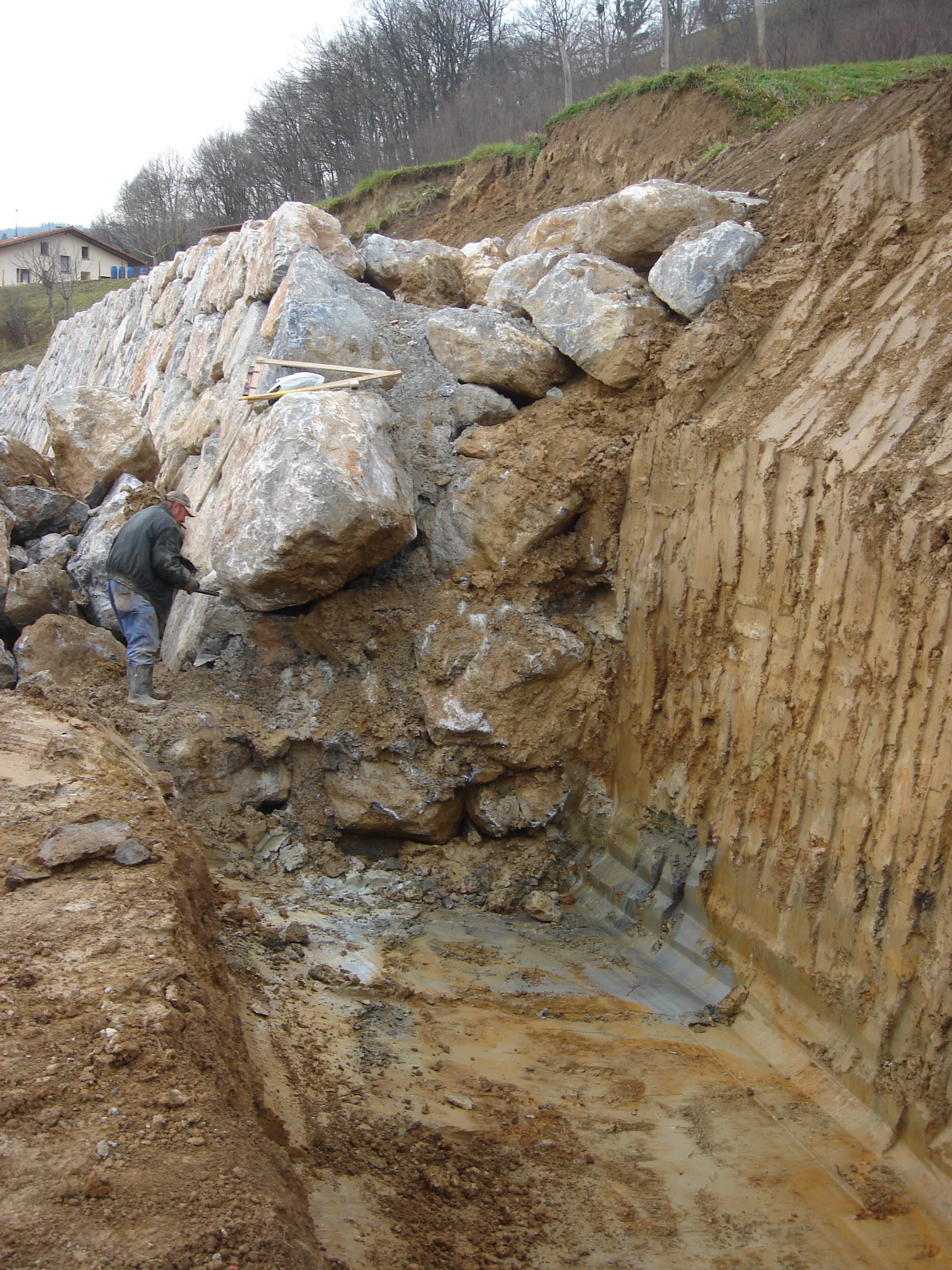
Estabilización de un talud mediante muro de escollera.

El campo de la estabilidad de taludes estudia la estabilidad o posible inestabilidad de un talud a la hora de realizar un proyecto, o llevar a cabo una obra de construcción de ingeniería civil, siendo un aspecto directamente relacionado con la ingeniería geológica - geotécnica. La inestabilidad de un talud, se puede producir por un desnivel, que tiene lugar por diversas razones:
- Razones geológicas: laderas posiblemente inestables, orografía acusada, estratificación, meteorización, etc.
- Variación del nivel freático: situaciones estacionales, u obras realizadas por el hombre.
- Obras de ingeniería: rellenos o excavaciones tanto de obra civil, como de minería.

Los taludes además serán estables dependiendo de la resistencia del material del que estén compuestos, los empujes a los que son sometidos o las discontinuidades que presenten. Los taludes pueden ser de roca o de tierras. Ambos tienden a estudiarse de forma distinta.

"En las primeras etapas de estudio es precisa la presencia del geólogo para hacer un reconocimiento a nivel macro del terreno, para lo cual es deseable que vaya acompañado de un geotecnista. En estos términos resultan ser una buena opción que este trabajo sea realizado precisamente por un ingeniero geologo, quien combina conocimientos de geología y geotecnia" NAG - 2013.

## Tipos de inestabilidad

### Desprendimientos o desplomes
Son movimientos de inestabilidad producidos por falta de apoyo, englobando a una escasa cantidad de terreno. Suele tratarse de rocas que caen por una ladera, debido a la pérdida del apoyo que las sustentaba. Entre los desprendimientos o desplomes, se puede incluir el caso del desplome de una columna rocosa en un acantilado, debido a la erosión en la base del mismo, pueden ser ocasionados por la naturaleza o por la humanidad.

### Corrimientos
Son movimientos que afectan a una gran cantidad de masa de terreno. Un tipo particular de corrimiento de tierra son los deslizamientos, que se producen cuando una gran masa de terreno o zona inestable, desliza con respecto a una zona estable, a través de una superficie o franja de terreno de pequeño espesor. Los deslizamientos se producen cuando en la franja se alcanza la tensión tangencial máxima en todos sus puntos. Estos tipos de corrimiento son ingenierilmente evitables. Sin embargo, los siguientes no lo son:
- Un flujo de arcilla se produce en zonas muy lluviosas afectando a zonas muy grandes. Los terrenos arcillosos, al entrar en contacto con el agua, se comportan como si alcanzasen el límite líquido, y se mueven de manera más lenta que los deslizamientos. Se da en pequeñas pendientes, pero en gran cantidad.

- Licuefacción: se da en zonas de arenas limosas saturadas, o en arenas muy finas redondeadas (loess). Debido a la gran cantidad de agua intersticial que presentan, las presiones intersticiales son tan elevadas que un seísmo, o una carga dinámica, o la elevación del nivel freático, pueden aumentarlas, llegando a anular las tensiones efectivas. Esto motiva que las tensiones tangenciales se anulen, comportándose el terreno como un «pseudolíquido». Se produce, entre otros terrenos, en rellenos mineros.

- Reptación: movimiento muy lento que se da en capas superiores de laderas arcillosas, de en torno a 50 centímetros de espesor. Está relacionado con procesos de variación de humedad estacionales. Se manifiestan en forma de pequeñas ondulaciones, y suelen ser signo de una posible futura inestabilidad generalizada.

## Análisis cinemático de taludes en macizos rocosos

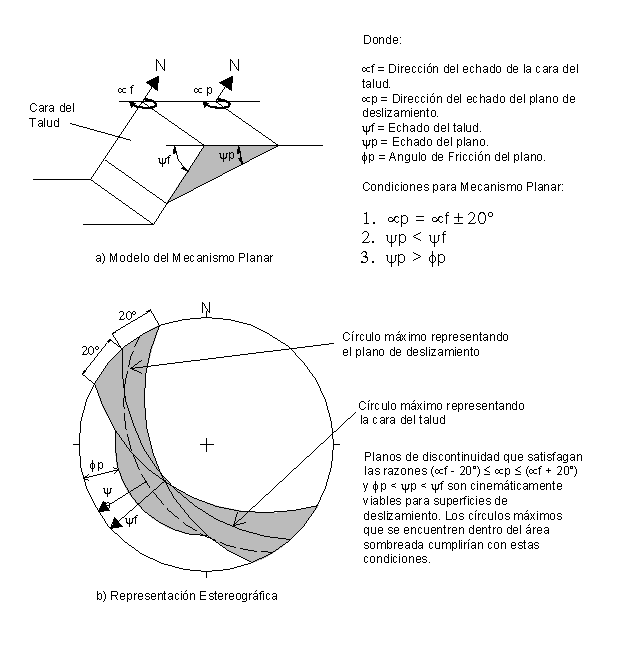
Análisis cinemático del mecanismo planar. Tomado de Armas-Zagoya, 2004.

En el análisis de taludes en macizos rocosos, se presentan bloques de roca delimitados por un sistema tridimensional de planos de discontinuidad. Se entiende por discontinuidad a todas aquellas estructuras geológicas (fallas, fracturas, diaclasas, estratificación, foliación, etc.) que forman dichos planos, los que comúnmente se conoce como fábrica estructural del macizo rocoso. Normalmente este tipo de discontinuidades son producto del tectonismo a la que fue sujeta la roca en un estado inicial de esfuerzos. Dependiendo de la orientación de las discontinuidades se tendrá un patrón de fracturamiento que delimitará los bloques de roca.
Analizar la estabilidad de un talud realizado en macizos rocosos fracturados, es parte de dos procesos. El primero es analizar la fábrica estructural en el corte realizado para determinar si la orientación de las discontinuidades podría resultar en inestabilidad, a lo cual se conoce como orientación desfavorable del talud con respecto a las discontinuidades. Esta determinación es realizada por medio de un análisis estereográfico de la fábrica estructural junto con la posición del talud, a lo que se denomina análisis cinemático. Ya que ha sido determinada la cinemática en la cual se tiene posibilidad de falla del talud, el segundo paso requiere un análisis de estabilidad por el método de equilibrio límite para comparar las fuerzas resistentes a la falla contra las fuerzas causantes de la falla del talud. El rango entre estos dos sistemas de fuerzas se denomina factor de seguridad. 
Para poder realizar el análisis tridimensional de las familias de discontinuidades, se necesita hacer este tipo de proyección en un plano bidimensional. Para tal efecto existen dos tipos de proyecciones esféricas: una es la red estereográfica de Lambert o Schmidt, y la otra es la proyección de Wulff. Diversos autores dentro de la ingeniería geológica han aplicado ambas técnicas, las cuales son del todo idénticas y no hay ninguna dificultad para utilizar un sistema u otro. La única limitación que existe es que al iniciar el análisis con cualquiera de los dos sistemas, éste deberá continuarse empleando hasta el término del proyecto o del estudio.

## Métodos analíticos de cálculo

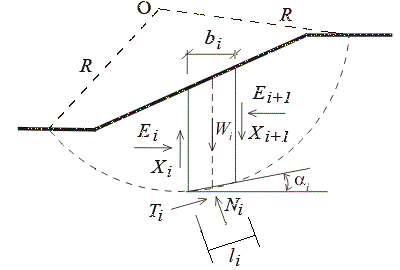
Método de las rebanadas, donde se estudia el equilibrio de cada rebanada

En ingeniería los cálculos buscan estimar el conjunto de fuerzas que actúa sobre la porción de tierra. Si las fuerzas disponibles para resistir el movimiento son mayores que las fuerzas que desequilibran el talud entonces se considerará estable. El factor de seguridad es el cociente entre ambas y tiene que se mayor que 1 para considerar el talud estable:

{\displaystyle CS={\frac {\mbox{Fuerzas equilibradoras}}{\mbox{Fuerzas desequilibradoras}}}\geq 1}

En caso de terremoto, infiltración de agua, obras descontroladas u otro tipo de causa el equilibrio puede romperse, las fuerzas desequilibradoras ser mayores de las estimadas y producir finalmente la rotura. Para calcular las fuerzas se pueden emplear los siguientes métodos.

### Método de las rebanadas
El método de las rebanadas es un método para analizar la estabilidad de un talud en dos dimensiones. La masa que se desliza por encima de la fractura se divide en gran número de rebanadas. Las fuerzas actuando en cada rebanada se obtienen de considerar el equilibrio mecánico de cada una.

### Método de Bishop
El método modificado (o simplificado) de Bishop es una extensión del método de las rebanadas. En este método se realizan varias suposiciones que permiten hacer cálculos más fáciles:
- Las fuerzas en las caras de cada rebanada son horizontales.

Se ha comprobado que este método genera factores de seguridad desviados un pequeño porcentaje de los valores "correctos"
{\displaystyle F={\frac {\sum [{\frac {c'+((W/b)-u)\tan \phi '}{\psi }}]}{\sum [(W/b)\sin \alpha ]}}}
donde
{\displaystyle \psi =\cos \alpha +{\frac {\sin \alpha \tan \phi }{F}}}
c' es la cohesión efectiva
{\displaystyle \phi '} es el ángulo de rozamiento interno
b es el ancho de cada rebanada, asumiendo que todas tienen el mismo espesor
W es el peso de cada rebanada
u es la presión de agua en la base de cada rebanada